# Ophiogomphus purepecha
Ophiogomphus purepecha là loài chuồn chuồn trong họ Gomphidae. Loài này được González & Villeda-Callejas mô tả khoa học đầu tiên năm 2000.